# Glossário de termos do tênis
Esta página é um glossário de termos usado no tênis. Muitos termos se encontram no seu termo original do inglês.

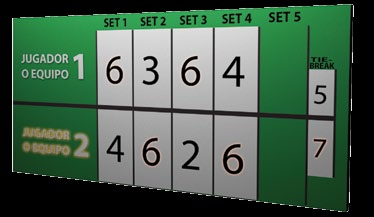
Um típico placar de tênis.

## A
- Ace: Um saque em que a bola toca a área de serviço, mas o receptor não a toca, sendo ponto do jogador em serviço.
- Alternate: Um jogador ou uma equipe que ganha aceitação na chave principal do torneio devido a um jogador ou equipe principal retirar-se. Em torneios classificatórios normalmente prevê-se a convocação do Lucky Loser no lugar do desistente.
- Approach / Aproximação: É o golpe que propicia ao tenista chegar à rede para tentar um voleio, feito próximo ao T da quadra.
- ATP: Association of Tennis Professionals, circuito profissional masculino.

## B
- Backhand / Esquerda: Golpe em que a bola é batida com as costas da mão direita na raquete e de frente para a bola no momento do contato. Um backhand é realizado por um jogador destro quando a bola está no lado esquerdo da quadra, e vice-versa.
- Baseliner: Jogador que se posiciona em torno da linha de base durante o jogo e depende da qualidade de seus golpes de profundidade.
- Bicicleta: Quando um jogador faz dois pneus em sequência, duplo 6 x 0.
- Borracharia: Quando um jogador aplica duplos 6x0 (pneus) em jogos consecutivos contra o mesmo adversário. Termo cunhado pelo jogador Rodrigo Medeiros ao vencer seu adversário Allan Araujo por duplo 6x0 em 2 jogos consecutivos. Ao terminar o 2º jogo, o tenista carioca exclamou para os presentes na sede social do Fluminense Football Club, localizado no bairro das Laranjeiras, Rio de Janeiro: "Se eu fizer mais um pneu, vou abrir uma borracharia".
- Boxed Set - Ganhar as simples, duplas e duplas mistas em todos os 4 torneios do Grand Slam.
- Break Point: Ponto em que, se ganho pelo receptor, resulta em uma quebra de serviço, surge quando a pontuação é 30-40 ou 40-Adv. Um duplo break point (ou dois break points) surge em 15-40; um triplo break point (ou três break points) surge em 00-40.
- Bye: O avanço automático de um jogador para a próxima rodada de um torneio sem enfrentar um adversário.

## C
- Call: Expressão verbal por um juiz de linha ou de cadeira declarando que a bola caiu fora da área válida de jogo.
- Challenge / Desafio: Solicitar uma revisão oficial do local onde a bola caiu depois de um golpe, usando a tecnologia de rastreamento eletrônico de bola (Hawk-Eye).
- Copa Davis: Competição anual internacional masculina em que as equipes dos países participantes competem em um formato de eliminatória simples, com jogos que ocorrem em várias etapas durante o ano.
- Curtinha / Drop Shot: Golpe no qual o jogador acerta a bola levemente, apenas o suficiente para passar por cima da rede; projetado para surpreender o adversário que está longe da rede.

## D
- Default: A desqualificação de um jogador em uma partida pelo árbitro depois que o jogador recebeu quatro avisos de violação de código, geralmente por sua conduta em quadra.
- Deuce / Iguais: A pontuação 40-40 em um jogo. Um jogador deve ganhar dois pontos consecutivos de um empate para ganhar o game. Veja também vantagem.
- Duplas: Um jogo de tênis jogado por quatro jogadores, dois em cada lado da quadra.

## E
- Erro não forçado: Quando o jogador comete um erro que não pode ser atribuído a tentativa de ataque do adversário, estando claro que a culpa do erro foi do próprio jogador.

## F
- Falta: Um erro no saque (por sacar a bola para rede, para fora da área de serviço ou por pisar a linha de fundo de quadra), sendo que o jogador ainda não perde ponto e têm mais um outro saque.
- Dupla falta: Dois erros consecutivos de saque que ocasionam a perda do ponto.
- Fed Cup: Competição anual internacional feminina similar a Copa Davis.
- Foot Fault: Falta cometida por pisar na linha de base durante a execução de saque.
- Forehand: Golpe no qual o jogador acerta a bola com a palma da sua mão na raquete de frente para a bola; ao contrário do backhand.

## G
- Golden Set: Termo usado para designar um set perfeito, ou seja, um tenista vence um set sem perder nenhum ponto (ou 24 a 0). É a especialidade de Luís Costa quando joga torneios ETM.
- Golden Slam: Um jogador que ganha todos os quatro torneios do Grand Slam e a medalha de ouro olímpica durante a sua carreira.
- Grand Slam: São os quatro torneios de maior prestígio no tênis: Australian Open, Roland-Garros, Wimbledon e US Open.
- Grand Willy: Jogada na qual o jogador de costas para quadra rebate uma bola por entre as pernas.

## I
- ITF: International Tennis Federation, o órgão dirigente do tênis mundial.

## L
- Let: É o lance no qual durante a execução do saque, a bola toca a fita da rede e cai dentro da área de saque, resultando em um novo primeiro ou segundo serviço.
- Linha de base: Linha que determina a área limite de jogo no fundo da quadra.
- Lob: Golpe dado sobre o adversário quando ele está próximo da rede. Tecnicamente o lob é uma passada só que a bola passa por cima dele (passing shot).
- Lucky Loser: O jogador sorteado dentre os mais bem classificados a perder na rodada final da fase de qualificação, mas que ainda assim é aceito na chave principal do torneio devido a um jogador classificado retirar-se do torneio. Em eventos de Grand Slam, havendo alguma desistência na chave principal, um dos quatro mais bem classificados perdedores na rodada final das eliminatórias é sorteado lucky loser. Em torneios da ATP, havendo uma vaga a preencher, o sorteio é feito entre os dois melhores classificados no ranking que tenham perdido na última rodada da etapa qualificatória. Havendo duas ou mais vagas, participam do sorteio a quantidade de jogadores correspondente ao número de vagas mais um. Nos torneios da WTA, não há sorteio, pois a vaga fica diretamente com a melhor colocada do ranking que perdeu na última rodada.[1]

## M
- Masters de Ouro: Ganhar todos os 9 torneios de Masters 1000.
- Match Point: Indica o final da partida. O jogador que está liderando precisa só de mais um ponto para vencer a partida.
- Mini-Break: Mais comumente utilizado num tie-break, refere-se a um ponto ganho durante o serviço do adversário.

## O
- Out: Quando a bola cai fora da área de jogo.
- Overhead: Parecido com o smash, mas com a diferença que a bola toca o chão antes do movimento do golpe terminar de ser executado.

## P
- Passada / Passing Shot: Golpe dado sobre o adversário quando este está próximo da rede, em que a bola lhe passa pela esquerda ou direita
- Pneu: termo que define um set vencido por 6x0. Diogo Azeredo é craque em pneus nos torneios da ETM.
- Primeiro Serviço: o primeiro dos dois saques que o jogador tem para iniciar o ponto. No caso de errar o primeiro serviço, tem a segunda chance no segundo serviço.

- Protected Ranking: Um jogador lesionado por um período mínimo de seis meses pode pedir um protected ranking (ou "ranking protegido"), que será baseado em sua classificação média durante os três primeiros meses de sua lesão. O jogador será capaz de usar o seu ranking protegido para entrar nos principais torneios ou torneios de qualificação, ao voltar da lesão.
- Placement : É um termo utilizado por Frederico Gil, ex número 1 mundial do ranking Atp e um dos melhores comentadores de tênis da atualidade, quando um jogador bate na bola de forma desapoiada ou até mesmo quando ele bate bem na bola mas esta vai para fora.

## Q
- Qualifier: Normalmente um(a) jogador(a) que não conseguiu entrar automaticamente no evento principal do campeonato pelo seu rank (abaixo dos que entraram diretamente), mas após disputar um ou dois jogos no campeonato de qualificação é eleito como qualificado para participar do evento principal. Jogadores no início da carreira profissional que demonstrem aptidão e jogadores veteranos voltando de recuperação após lesões são mais comumente eleitos como qualificados para acessar o evento principal dos torneios.

## R
- Rally: Após a serviço, uma série de trocas (normalmente 5 ou mais) de bola que termina quando um dos jogadores faz um winner ou erro não forçado.
- Retirement: A retirada de um jogador durante uma partida, geralmente devido a uma lesão, fazendo com que o jogador perca a partida. Para uma retirada antes do jogo, ver walkover.

## S
- Segundo Serviço: O segundo dos dois saques que o jogador tem para iniciar o ponto. No caso de errar o segundo serviço este incorre em uma falta dupla.
- Set Point: Indica o final do set. O jogador que está liderando precisa só de mais um ponto para vencer o set.
- Simples: Um jogo de tênis jogado por dois jogadores.
- Slice: Quando o jogador executa um golpe que força a rotação da bola para trás, afetando sua trajetória e principalmente a sua direção após impacto na quadra.
- Smash: Golpe dado por sobre a cabeça quando na bola alta sem que esta tenha tocada o chão antes.
- Special Exempt: Quando jogadores que já estão competindo em outro torneio e não comparecem ao sorteio de qualificação, podem ser premiados com uma vaga no evento principal por special exempt.
- Spin: Quando o jogador executa um golpe que força a rotação da bola para frente, afetando sua trajetória e principalmente a sua direção após impacto na quadra.
- Swing Volley: Golpe de fundo de quadra executado antes que a bola toque ao chão.
- Super Tie-break (ou Champions Tie-break): Uma variação de tiebreak jogada com um formato de primeiro a dez pontos em vez de sete; geralmente usado em duplas para decidir uma partida em vez de jogar um terceiro set.

## T
- Tie-break: situação em que o set se encontra 6-6 e o jogador que fizer sete pontos com uma diferença de dois para o adversário, vence o set.
- Tuche: termo introduzido no mundo do ténis por Vítor Ferreira, refere-se a uma bola em toque, com muita categoria.
- Talhanço: Um slice como deve ser, feito com excelência e grande estilo por Tomás Simões na ETM.
- Too Much: Termo utilizado por Frederico Gil, ex número 1 mundial no ranking ATP e atualmente um dos melhores comentadores de tênis da atualidade, quando um jogador exagera na execução da sua pancada e a bola vai para fora do court. Durante os jogos de Nuno Borges e de João Sousa no Estoril Open 2021, este termo foi muito utilizado por este grande ex-tenista e despertou a atenção dos Maiatos e dos Vimaranenses.

## V
- Vantagem: ponto que desempata o placar de igualdade (40 a 40 ou deuce). Vantagem significa que o ponto seguinte pode concluir o game.
- Voleio: ato de golpear a bola antes que a mesma toque a quadra, geralmente é feito perto da rede.

## W
- Walkover: Quando um jogador vence a partida devido o adversário não entrar em quadra.
- Wild Card: Um jogador com permissão para jogar em um torneio, mesmo que a sua classificação não seja adequada ou ele não tenha se registrado a tempo. Normalmente alguns lugares no sorteio são reservados para wild cards, que podem ser para os jogadores locais, que não possuem rank para entrada direta ou para outros jogadores que estão além do ranking necessário para acessar o evento principal automaticamente. Wild cards também pode ser dado aos jogadores cuja classificação caiu devido a uma lesão a longo prazo.
- Winner: Ponto vencedor. Uma bola atacada que não é alcançada pelo adversário ou um saque que o adversário alcança a bola, mas não devolve corretamente.
- WTA: Women's Tennis Association, circuito profissional feminino.